# Briod
Briod település Franciaországban, Jura megyében. Lakosainak száma 211 fő (2022. január 1.). Briod Perrigny, Conliège, Hauteroche, Publy és Vevy községekkel határos.

## Népesség
A település népességének változása:
| Lakosok száma | 87   | 141  | 141  | 198  | 209  | 202  | 204  | 204  | 202  | 211  |
|               | 1968 | 1982 | 1990 | 2006 | 2013 | 2015 | 2017 | 2019 | 2020 | 2022 |